# Messale

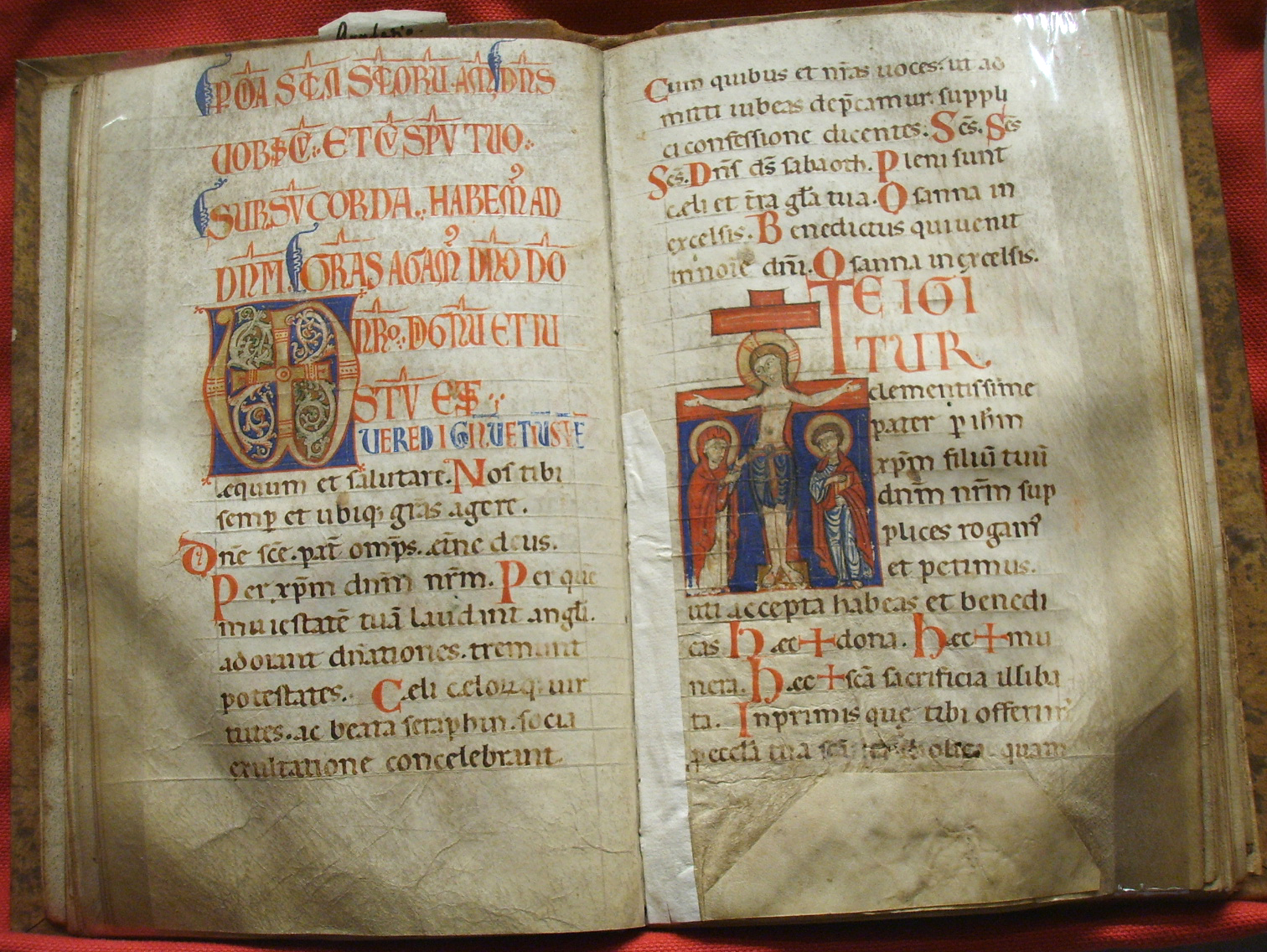
Modena, Archivio capitolare, Messale del XII secolo.

Il Messale, nella Chiesa cattolica, è un libro liturgico contenente tutte le informazioni (testi, orazioni, canti, gli stessi gesti e le rubriche) necessarie al celebrante per la celebrazione della Messa o Eucaristia secondo l'anno liturgico.

## Origine
Il messale, detto Missale plenum, fece la sua comparsa nella Chiesa latina attorno all'XI secolo. Nacque con l'esigenza di raggruppare in un unico libro diverse pubblicazioni: il sacramentario con le preghiere eucaristiche (canone), le orazioni e le preghiere, l'evangeliario, il lezionario e l'epistolario per le letture della Santa Scrittura, il graduale o l'antifonario con i canti. Lentamente nel corso dei secoli i manoscritti integrarono tutte queste parti della Messa in un unico libro.
All'inizio del XIII secolo, appaiono gli ordini mendicanti. La particolarità di queste comunità è di essere itineranti e di non essere legati ad una particolare comunità diocesana. Esisteva allora una grande diversità di riti liturgici all'interno della Chiesa latina, molto diversi da una diocesi all'altra sia nella forma che nel calendario. Nacque così l'esigenza di unificare i riti.
L'uso del Missale plenum si generalizza nella Chiesa latina tra il XIII ed il XV secolo. In seguito alla bolla di papa Pio V Quo primum del 1570, tutta la Chiesa latina utilizza il messale romano, ad eccezione di quelle diocesi e di quegli ordini religiosi che possedevano un proprio rito sufficientemente antico. È il caso del messale mozarabico per l'arcidiocesi di Toledo, il messale di Braga per l'arcidiocesi di Braga, il messale romano-lionese per l'arcidiocesi di Lione (soppresso nel 1970) ed il messale ambrosiano per l'arcidiocesi di Milano che sopravvivono fino ai nostri giorni. Insieme a queste diocesi, anche certi ordini religiosi mantengono i propri messali: sono i certosini, i cistercensi, i domenicani ed i carmelitani.
Concluso il Concilio Vaticano II, nel 1970 fu pubblicata l'editio typica del Messale latino, seguita dall'editio typica altera del 1975 e dall'editio typica tertia del 2000. Le edizioni latine furono tradotte nelle lingue delle diverse Conferenze Episcopali nazionali. L'8 gennaio 2020 è stata pubblicata la terza edizione italiana del Messale latino, che incorpora le modifiche delle dizioni italiane del 2002 e del 2008, la nuova traduzione ufficiale della Bibbia promulgata nel 2008 e le traduzioni dei libri liturgici autorizzate dal motu proprio Magnum principium del 2017.
Il nuovo testo vigente ha quasi completamente eradicato le Orazioni che contenevano riferimenti all'ira divina, al Purgatorio e all'Inferno, all'espiazione della pena, qualsiasi accenno la Chiesa militante e trionfante, ai dogmi mariani, i richiami al digiuno e all'astinenza, nonché la preghiera del Giovedì santo che ricordava la condanna eterna di Giuda Iscariota per il suo tradimento. Viene anche profondamente rivoluzionato l'Ordinamento Generale del Messale Romano nel quale si raccomanda la celebrazione della Messa coram populo «ovunque sia possibile» e la genuflessione, tradizionalmente riservata alla sola adorazione di Dio, viene deprecata -seppur non proibita- sia per i fedeli nel'atto di ricevere l'Eucaristia che per il sacerdote celebrante il quale è invitato a dedicare a tale forme di rispetto per Dio un «tempo ristretto» rispetto all'intera durata della Consacrazione.

## I diversi messali

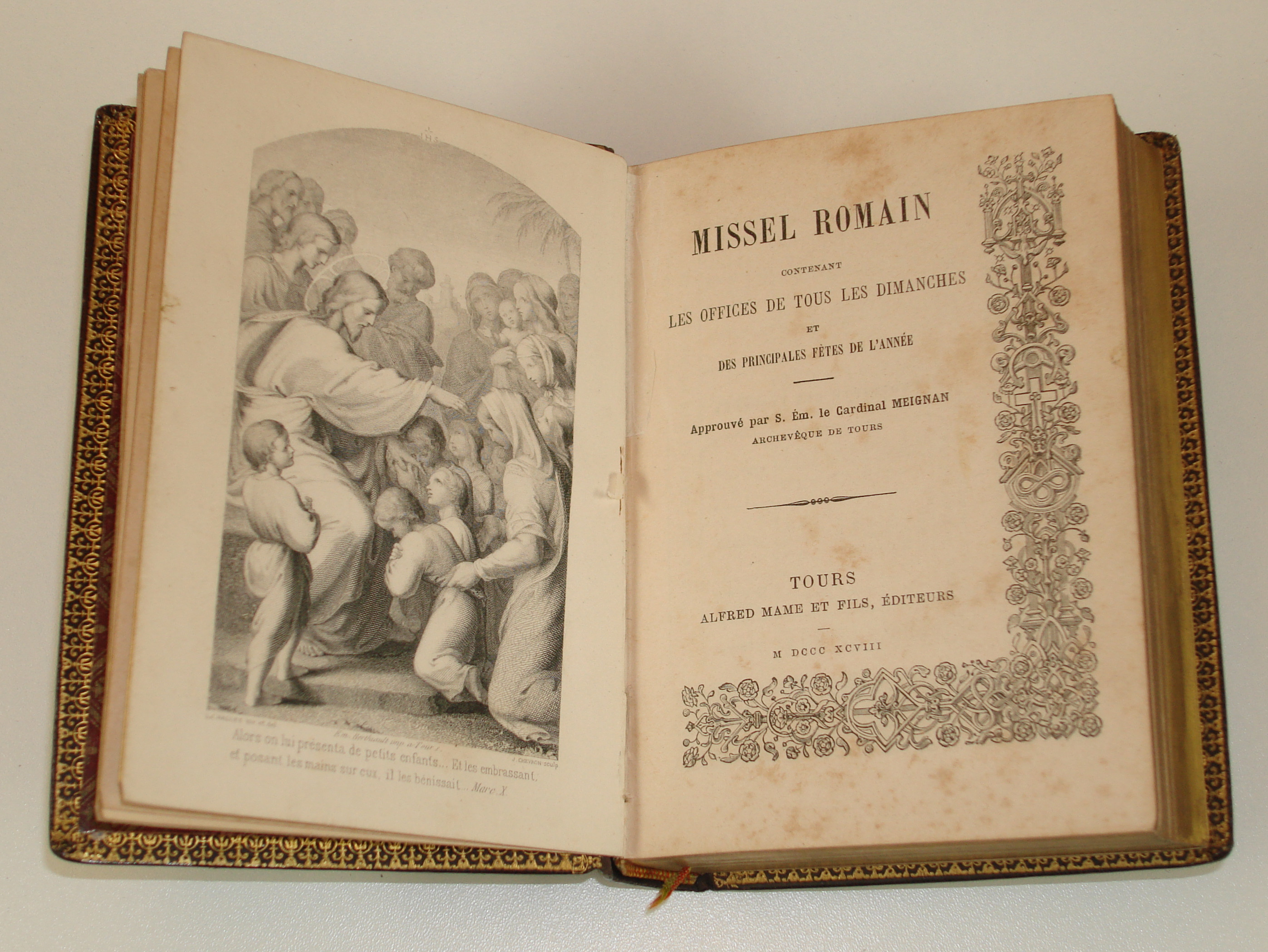
Messale romano

Dal punto di vista dei contenuti, non esiste un messale unico ed uniforme, ma tanti messali quanti sono i riti eucaristici che vi ricorrono. Così, il Messale romano è il libro della celebrazione della Messa secondo il rito della Chiesa cattolica di rito romano, ma si parla anche di Messale tridentino per il messale promulgato in seguito al concilio di Trento, di Messale ambrosiano utilizzato nel rito ambrosiano, di Messale certosino, cistercense, domenicano, visigotico eccetera.
Tutti sono il risultato di una doppia tendenza pratica ed identitaria. La tendenza pratica consiste nel riunire in un unico libro tutte le parti necessarie alla celebrazione eucaristica durante tutto l'anno liturgico. La tendenza identitaria rileva il bisogno di riunire gli elementi tipici che fanno l'identità di un rito e lo distinguono sia dalle altre famiglie rituali, sia dalle altre edizioni del messale pur appartenendo alla medesima famiglia rituale.